# Yohann Carpentier
Pas d'image ? Cliquez ici

a Compétitions nationales et continentales officielles uniquement.

Dernière mise à jour le 15 septembre 2017.
Pour les articles homonymes, voir Carpentier.
Yohann Carpentier, né le 15 juin 1985 à Caen, est un joueur de rugby à XV évoluant au poste de deuxième ligne. Il est intendant pour l'équipe de l'USO Nevers.

## Biographie
Formé à Caen, Carpentier signe à La Rochelle en 2004. Devenu international des moins de 21 ans, il est repéré par Biarritz, où il passe deux saisons et fait ses débuts en Top 14. 
Il joue pour plusieurs clubs de Pro D2 entre 2008 et 2012 : Bourg-en-Bresse, Dax puis Béziers. Il signe à Nevers en Fédérale 1, club avec lequel il parvient à remonter en Pro D2 en 2017 pour sa dernière saison. Il devient intendant de l'équipe la saison suivante.

## Clubs successifs
- Caen Rugby Club jusqu'en 2004
- Stade rochelais de 2004 à 2006
- Biarritz olympique de 2006 à 2008
- US bressane de 2008 à 2009
- US Dax de 2009 à 2010
- Association sportive de Béziers Hérault de 2010 à 2012
- Union sportive olympique nivernaise de 2012 à 2017

## Palmarès
- International -21 ans : 3 sélections en 2006 (Irlande, Italie, Pays de Galles).